# Marcus Mathisen
Marcus Mathisen, né le 27 février 1996 à Albertslund au Danemark, est un footballeur danois qui évolue au poste de défenseur central au FC Magdebourg.

## Biographie

### Débuts professionnels au FC Copenhague (?-2016)
Né à Albertslund au Danemark, Marcus Mathisen est formé au FC Copenhague. C'est avec ce club qu'il commence sa carrière professionnelle. Il fait sa première apparition dans un match de l'équipe première lors d'une rencontre de championnat face au FC Midtjylland le 17 mai 2015. Il entre en jeu à la place de Daniel Amartey et son équipe s'incline par deux buts à zéro. En juillet 2015, Mathisen est définitivement promu en équipe première.

### Halmstads BK (2016-2018)
En 2016, il signe un contrat au Halmstads BK où il reste deux ans.

### Falkenbergs FF (2019-2020)
Le 10 décembre 2018, est annoncé le transfert de Marcus Mathisen au Falkenbergs FF,. Il joue son premier match sous ses nouvelles couleurs le 31 mars 2019, lors de la première journée de la saison 2019 d'Allsvenskan face à l'Örebro SK. Il est titularisé au milieu de terrain et son équipe s'impose par un but à zéro.

### IK Sirius (2021-2023)
Le 4 janvier 2021, Marcus Mathisen rejoint l'IK Sirius, avec lequel il signe un contrat courant jusqu'en 2023.
Il joue son premier match sous ses nouvelles couleurs le 20 février 2021, lors d'une rencontre de coupe de Suède face au IF Lödde. 
Il est titularisé au milieu de terrain et se fait remarquer en inscrivant son premier but, permettant par la même occasion à son équipe de l'emporter (0-1 score final).

### SV Wehen Wiesbaden (depuis 2023)
Le 1er juillet 2023, Marcus Mathisen rejoint l'Wehen Wiesbaden, avec lequel il signe un contrat courant jusqu'en 2025.
Il joue son premier match pour le club le 29 juillet 2023, lors de la première journée de la saison 2023-2024 de deuxième division allemande, face au 1. FC Magdebourg. Il est titularisé et les deux équipes se neutralisent (1-1 score final).

### FC Magdebourg
Lors de l'été 2024, Marcus Mathisen quitte le Wehen Wiesbaden pour rejoindre le FC Magdebourg. Le transfert est annoncé le 26 juin 2024.
Mathisen marque son premier but pour Magdebourg le 25 août 2024, lors d'une rencontre de championnat face au FC Schalke 04. Il est titularisé et les deux équipes se neutralisent (2-2 score final).

### En sélection nationale
Avec les moins de 18 ans Mathisen fait deux apparitions, la  première en 2013 et la seconde en 2014.
Marcus Mathisen compte deux sélections avec l'équipe du Danemark des moins de 19 ans, toutes les deux obtenues 2015.

## Palmarès
FC Copenhague
- Championnat du Danemark (1) :
  - Champion : 2015-16.